# Рендина (река)
Вижте пояснителната страница за други значения на Рендина.
Рендѝна или понякога Рентѝна (на гръцки: Ρήχιος, старо Ρεντίνα, Рендина) е река в Егейска Македония, Гърция.

## Описание
Реката изтича от Бешичкото езеро (Волви) и тече на изток. Веднага след село Рендина в миналото реката е получавала големия си ляв приток Нерища или Масларската река (на гръцки Вамвакия), която обаче по-късно е отклонена в канал към езерото. След това реката влиза в тесен пролом между планината Сугляни на юг и Псили Рахи (341 m), южно разклонение на Орсовата планина, на север. Входът на пролома в средновековието се пази от Рендинската крепост. След пролома реката излиза в Аспровалтската равнина и се влива в Орфанския залив (или Рендинския залив) на Бяло море северно от Ставрос.
„Недалече от Солун тече река на име Рехий, която тече през плодородна и богата област и се влива в близкото море. Течението на реката е постоянно, тихо, ѝ водата и е приятна на вкус. В тази богата земя има много засяти ниви и добри пасища. В това отношение страната е благословена, но в същото време е изключително достъпна за варварите, тъй като на разстояние от четиридесет мили няма нито крепост, нито друго укрепление. Затова императорът построи в устието на река Рехий, близо до морския бряг, ново много силно укрепление и му даде името Артемисий.
Рендинската река е включена в мрежата на защитените зони Натура 2000.

## История
Името Ρήχιος (на старогръцки Рехиос, предавано на български като Рехий, на новогръцки Рихиос) е възроденото антично име на река, използвано от Прокопий Кесарийски в „За постройките“. Идентификацията с Рендина не е сигурна.

## Водосборен басейн
→ ляв приток, ← десен приток
- → Нерища (Дриста, Масларска река, Абадеджурмен дере)
- ← Хасан дере (Хасанолакос)